# Silent Hill 3
Silent Hill 3 (サイレントヒル3?, Sairento Hiru 3) è un videogioco di genere survival horror sviluppato da Konami assieme al Team Silent, terzo capitolo della saga di Silent Hill e sequel diretto al primo capitolo del 1999. Una versione rimasterizzata intitola Silent Hill HD Collection che comprende Silent Hill 3 e Silent Hill 2 è stata pubblicata per PlayStation 3 e Xbox 360 il 20 marzo 2012. È il primo gioco della serie ad avere un personaggio principale di sesso femminile.
La versione americana del videogioco è stata pubblicata con un CD musicale intitolato Silent Hill 3 Official Soundtrack (contenente 25 brani), il primo in tutta la serie. È anche il primo gioco a contenere brani con dei testi cantati da Mary Elizabeth McGlynn e scritti da Joe Romersa.
Silent Hill 3 è ambientato 17 anni dopo gli avvenimenti del primo capitolo, nel quale Harry Mason riuscì a sconfiggere il dio pagano di Silent Hill e a fuggire dalla città con una neonata. Silent Hill 3 si incentra su Heather, una normale ragazza che si ritrova catapultata nella realtà alternativa di Silent Hill, col tempo scoprirà che il culto della città vuole usarla per far rinascere il dio e per questo sarà costretta a fermarlo.
Silent Hill 3 è stato in gran parte ben accolto dalla critica, soprattutto nella sua presentazione per gli ambienti, la grafica, l'audio e tanti altri elementi e temi horror che hanno caratterizzato anche i capitoli precedenti.

## Modalità di gioco
Il gameplay di Silent Hill 3 è molto simile a quello dei suoi predecessori, i tre principali elementi che lo caratterizzano sono il combattimento, l'esplorazione e i rompicapi. Il combattimento come l'esplorazione avviene in terza persona, il giocatore avrà la possibilità di equipaggiare armi trovate durante il corso del gioco. Heather sarà in grado di bloccare gli attacchi e sfuggire ai nemici. come negli altri capitoli qui ritroviamo la torcia portatile e la radio, la quale emette strani suoni quando si è in prossimità di mostri
.
Il giocatore può impostare le difficoltà delle battaglie e degli enigmi separatamente. Nel caso delle difficoltà degli enigmi, vi è una grande differenza tra il livello di difficoltà "medio" e quello "difficile". Lo svolgimento di un rompicapo a livello "medio" richiede semplici conoscenze che possono essere anche dedotte dal gioco, mentre il livello di difficoltà "difficile" richiede conoscenze elevate come ad esempio la conoscenza delle opere di Shakespeare.
In Silent Hill 3 ci sono due tipi di armi - da mischia e da distanza. Il gioco può sbloccare nuove armi e costumi. Fra le armi troviamo il classico tubo d'acciaio arrugginito (potrà essere trovato anche d'oro e d'argento), un coltello, una mazza chiodata, una katana e una pistola elettrica. Per le armi di piccolo calibro ci sono la pistola, il fucile e il mitragliatore "Uzi". Nel gioco troviamo diverse armi segrete, come ad esempio l'Heather Beam, il lanciafiamme, una spada laser e il mitragliatore illimitato. Dopo aver completato il gioco riceveremo un rating, che tiene conto dei livelli di complessità, il tempo passato, il numero di salvataggi e tanti altri fattori.

## Trama
L'inizio della storia ha luogo nei grandi magazzini di una cittadina non distante da Silent Hill, nel quale Heather si reca per l'acquisto di un oggetto commissionatole dal padre. Dopo l'iniziale incontro/scontro con Douglas, un investigatore privato (il quale avrebbe delle importanti rivelazioni sul passato della ragazza), Heather fugge, uscendo dall'edificio. Non appena vi rientra, però, non sembra più esserci anima viva: al posto del normale brusio presente in un centro commerciale, ora si sente solo un cupo silenzio, rotto solo dai suoi passi e dai versi in lontananza di terribili creature in agguato nell'oscurità.
Dopo aver risolto i primi iniziali enigmi, indispensabili per poter continuare la sua disperata fuga da quell'assurda situazione, Heather incontra Claudia, una donna tanto enigmatica quanto sinistra che le parla della nascita del "Paradiso sulla Terra", accennando per la ragazza una qualche sorta di ruolo in tale progetto. Heather viene intanto colta da un forte ed inspiegabile mal di testa, passato il quale la ragazza decide di scendere al piano terra tramite un ascensore per raggiungere finalmente l'uscita. Non appena si riaprono le porte, però, il centro commerciale nel quale si trovava si è trasformato nel peggiore incubo che mente umana potesse concepire.
Sfuggita all'ultima minaccia, vede ricomparire intorno a sé nuovamente il centro commerciale e Douglas, che non dandosi per vinto continua ad inseguirla. Heather però non si fida di lui e scappa a casa. Dopo un altro cambio di realtà in cui si ritrova nuovamente in un mondo infernale riesce a raggiungere il suo appartamento. Qui trova suo padre, Harry Mason (il protagonista del primo capitolo della serie, Silent Hill), ucciso da un mostro, seguace della setta di Samael, di cui Claudia fa parte. La ragazza decide allora di vendicarsi e, aiutata da Douglas, raggiunge Silent Hill.
Silent Hill appare come una città deserta e popolata da mostri terrorizzanti, conigli di peluche dalla bocca grondante sangue e sedie a rotelle. Poco alla volta, anche dopo aver parlato nuovamente con Claudia e Vincent, il prete del culto eretico, Heather scopre di essere la reincarnazione di Alessa Gillespie. Seppure la ragazza accetti il proprio passato non è disposta a seguire i vaneggiamenti di Claudia. La donna le rivela che dentro di lei sta crescendo Dio, e una volta nato distruggerà la terra per depurarla dal male e ricostruirla.
Heather non è disposta però a sacrificare l'umanità per il sogno utopistico di una setta, che sembra più riconducibile ad un'Apocalisse, quindi vomita il feto davanti a Claudia dopo aver ingerito l'unica sostanza in grado di fermare l'avanzata del demone (la stessa usata nel primo episodio). A questo punto Claudia, fuori di sé, raccoglie il feto e con uno sforzo disumano lo ingoia per poi trasformarsi in un mostro orrendo che infine Heather uccide, per la salvezza dell'umanità. Ricongiungendosi con Douglas, afferma che non dovendosi più nascondere, il suo nome sarà Cheryl, il nome che le diede suo padre.

### Personaggi
- Heather (Cheryl Mason) - La protagonista del gioco. È una diciassettenne qualunque che, rimasta divorata dalla dimensione parallela, si ritrova a scavare in un passato a lungo dimenticato. È la figlia adottiva di Harry Mason, protagonista del primo Silent Hill.
- Claudia Wolf - Un'adepta di 29 anni del culto dell'Ordine, nativa di Silent Hill e decisa a far rammentare ad Heather "del suo vero io", ovvero quello di "prescelta che condurrà tutti in Paradiso con mani insanguinate". Vittima di violenze da parte del padre, ingaggia un detective per rintracciarla (Cartland), quindi portarla da lei per raggiungere i suoi apocalittici scopi. Benché sia l'antagonista del gioco è da considerare che non sia necessariamente malvagia. Quanto una vittima smarrita che non sa distinguere chiaramente il bene dal male, succube di un padre crudele che portano Claudia vicino alla pazzia. Vincent stesso spiega che le azioni di Claudia per fare nascere il dio abominevole siano solo i gesti di una ragazza che non ha ricevuto amore da parte dei genitori. In un impeto di vendetta per distruggere il mondo che odia.[non chiaro]
- Douglas Cartland - Un investigatore privato divorziato e specializzato nella ricerca di persone scomparse, assoldato da Claudia per seguire le tracce di Heather.
- Padre Vincent - Un enigmatico prete dell'organizzazione religiosa di Silent Hill. È in costante conflitto con Claudia, e supporta Heather per deviare i suoi piani.
- Harry Mason - Padre di Heather (Cheryl), fu il protagonista del primo capitolo della serie. Viene assassinato dal Missionary, creatura infernale ingaggiato da Claudia per spingere Heather a tornare a Silent Hill; è presente anche in questo capitolo, ma trovato già morto da sua figlia quando ritorna a casa.
- Valtiel - Valtiel è il demone adibito a avvicendare, tramite l'ausilio di alcune manopole, il mondo reale con l'Otherworld. È un servo del dio, e per questo motivo ogni volta che Heather nel gioco viene uccisa, questi la trascina via con sé per riportarla a nuova vita; altrimenti il dio pagano che cresce nel suo grembo non potrà vedere la luce.

### Creature
- Numb Body: Creatura dalle gambe lunghe e sottili. Ha dimensioni variabili. Le è stato dato il nome di "corpo intorpidito" a causa dei suoi movimenti lenti e goffi e del suo aspetto pallido, come se fosse in ipotermia.
- Double Head: Creatura somigliante ad un cane, dalla testa spaccata e i denti affilati. Le sue sembianze sono fortemente ispirate dall'immagine di Alessa, ustionata dal fuoco dei rituali.
- Pendulum: Creatura bicefala dal corpo metallico. Si muove sostenuto con due lame enormi e dal suo corpo ne spuntano altre due che penzolano. Così chiamato per via delle sue movenze e dei suoi attacchi, che sferra ruotando la parte superiore del suo corpo e ferendo Heather con le sue lame.
- Insane Cancer: Creatura dal corpo molliccio e biancastro. Così chiamato perché il suo aspetto esteriore suggerisce l'idea di un'enorme massa cancerogena.
- Closer: Creatura dal corpo imponente, attacca con lame che fuoriescono dall'estremità delle sue braccia. Chiamata "ostacolatore" per la sua abilità di ostacolare il cammino con la sua grossa mole. È simile ad un Mandarin dell'episodio precedente, ma sul pavimento, piuttosto che sotto. Simboleggiano le violenze subite da Alessa e Claudia.
- Slurper: Umanoide che striscia sul suolo. Finge la morte per ingannare le sue prede. Così chiamato per via del suo modo rumoroso di nutrirsi del sangue colo ruggine e di pezzi di carne che a volte si trovano per terra.
- Nurse: Una creatura simile ad un'infermiera, che brandisce un tubo di ferro o una pistola. Queste creature vagano per i corridoi dell'ospedale. Si potrebbe pensare che un tempo fossero vere infermiere, poi tramutatesi in mostri. Tuttavia non è dato sapere come.
- Glutton: Un'enorme creatura cilindrica. È immune alle armi. Un "mostro" che appare in un libro illustrato, e manifestato dal potere dell'otherworld. A differenza degli altri mostri è innoffesivo, ma blocca l'uscita dell'Hilltop Center in cui Heater si trova. La ragazza dovrà trovare tutti i pezzi della fiaba in cui il mostro appare e leggerla, scoprendo che l'unico modo per allontanare il mostro è dire la frase "Tu Fui, Ego Eris". Una volta detta tale frase, il mostro sparirà. È possibile che la fiaba sia stata scritta da Claudia stessa, e che il Glutton rappresenti Harry Mason, visto da Claudia come un mostro per avergli portato via la sua cara amica Alessa Gillespie e per aver intralciato i piani della setta per far risorgere il Dio.
- Scraper: Umanoide con un'arma in ogni mano. Si muove con gran velocità. Così chiamato per l'abitudine di raschiare costantemente i due arnesi affilati che porta con sé.

### Boss
- Split Worm: Un gigantesco verme, il cui capo cela delle fauci. Modellato sulle tracce dello Split Head che appare nel primo gioco.
- Missionary: Umanoide controllato da Claudia. Membro del Culto trasfigurato dal potere di Claudia, appare agli occhi di Heather come un mostro.
- Leonard: Si inabissa nell'acqua, per poi riemergere e attaccare improvvisamente. La forma trasfigurata di Leonard. Le sue sembianze potrebbero essere state modellate dall'odio di Claudia, o dal terrore di Heather.
- Memory of Alessa: L'ombra di Heather, che cerca di ucciderla. L'alter ego di Alessa, da essa distaccatasi diciassette anni prima. È una reminiscenza che sopravvive aggrappata a questa dimensione.
- Il Dio: Controlla il fuoco. La parte inferiore del suo corpo è incompleta, per via del modo in cui nasce. Essendo nato dal grembo di Claudia, la sua forma è simile all'immagine che la sacerdotessa ha del dio in cui crede (Alessia).

### Finali
Similmente ai precedenti capitoli, Silent Hill 3 presenta più finali sbloccabili in funzione del comportamento del giocatore nel corso della partita. In particolare il risultato finale è determinato dal raggiungimento di precisi obiettivi o punteggi nel ranking finale.
- Normal - Dopo aver sconfitto l'ultimo mostro, Heather ritrova Douglas e gli chiede di essere chiamata col vero nome assegnatole dal padre, cioè Cheryl. Il clima di rilassatezza e gioia per la fine dell'orrore lasciano intendere il ritorno dei due ad una vita serena e normale. È considerato il finale canonico del gioco.
- Possessed - Finale negativo che mostra Douglas assassinato, apparentemente da Heather. Questo finale lascia supporre che, come precedentemente detto da Vincent, i mostri uccisi durante il gioco fossero in realtà persone che a Heather apparivano deformate dal Dio che portava in sé. L'impossibilità di liberarsi della possessione la condannerà quindi a vagare in eterno intrappolata nella realtà distorta di Silent Hill.
- Revenge - È il finale speciale UFO ormai tradizionale nella saga. Heather si lamenta con il padre Harry, mentre beve del tè con un alieno, di tutto quanto ha dovuto passare a Silent Hill e questi la rassicura inviando prontamente una flotta di navicelle spaziali che fa saltare in aria la città. Nel finale è per altro presente James Sunderland, protagonista di Silent Hill 2 che nel finale UFO del gioco era stato rapito da Harry e dall'alieno.

Questo finale rivela anche parte del futuro di Heather nella strofa della buffa canzoncina finale, che recita "Heather, Heather, divorziata e con due bambini senza padre. È dura farli crescere e continuare a lavorare, una giovane mamma che va avanti da sola."

## Sviluppo
Silent Hill 3 è stato sviluppato dal Team Silent, un gruppo di produzione all'interno della Konami Computer Entertainment Tokyo. lo sviluppo della versione per PlayStation 2 è iniziata poco dopo l'uscita di Silent Hill 2, ed è stata condotta quasi in contemporanea con lo sviluppo di un altro titolo di Silent Hill, che aveva lo scopo di non essere canonico alla serie originale il titolo previsto era noto come room 302 (la stanza 302), ma più tardi questo gioco venne integrato nella serie principale con il titolo Silent Hill 4: The Room. il team di sviluppo per Silent Hill 3 è stato inferiore a quello per Silent Hill 2, con circa 40 persone che lavorano sul gioco, costituito dal core team dal secondo titolo e alcuni nuovi arrivati. Successivamente un piccolo gruppo di persone della Konami Computer Entertainment Tokyo sviluppò un port per Microsoft Windows.
Come in tutti i giochi di Silent Hill, una delle influenze per Silent Hill 3 è stato il film Allucinazione perversa. una delle piattaforme della metropolitana si chiama Bergen Street Station, stesso titolo appare anche all'inizio del film, quando Jacob prende la metropolitana. Gli sviluppatori citano spesso anche lo scrittore dell'orrore Stephen King.

### Sviluppo del logo
Il designer Daisuke Nakayama sviluppò otto diversi loghi per il gioco, ma alla fine ne venne scelto solo uno. Il primo logo non venne utilizzato poiché secondo gli sviluppatori non rispecchiava il gioco, Il secondo invece venne scartato per la troppa somiglianza col logo di Winning Eleven 6 mentre il terzo per la troppa somiglianza con il logo del precedente capitolo della saga (Silent Hill 2). Il quarto e quinto logo furono definiti troppo pieni di atmosfera e quindi vennero eliminati, il sesto che seguiva uno stile gotico venne scartato perché non dava l'effetto desiderato dagli sviluppatori e il settimo non venne preso perché troppo fugace e instabile. Il logo finale, creato il 25 maggio 2002, viene descritto come luminoso e trasmettitore di paura profonda.

### Sviluppo dei personaggi
Proprio come gli episodi precedenti, Silent Hill 3 comprende riferimenti tratti dalla vita reale di vari attori e attrici. Essendo l'unica protagonista femminile della serie, i creatori originariamente chiamarono Heather "Helen", ma successivamente le venne cambiato perché considerato troppo antiquato. Fu solo dopo che gli sviluppatori ascoltarono la doppiatrice Heather Morris prestare la voce al personaggio che decisero di chiamarla come lei. Heather è stata modellata ispirandosi ad attrici / cantanti francesi come Charlotte Gainsbourg e Vanessa Paradis.
Il nome di Douglas Cartland è dovuto all'attore americano Douglas Fairbanks. Gli sviluppatori hanno dichiarato che il suo nome "sembrava adatta a lui" e che non vi era alcuna vera connessione con il suo omonimo. Il suo personaggio è stato modellato ispirandosi agli attori Giancarlo Giannini e Ian Holm.
Il personaggio di Claudia Wolf è stato considerato il più difficile da concepire. Gli schizzi iniziali hanno rivelato che i creatori volevano vestirla come una santa donna in vesti diverse, e a un certo punto sarebbe dovuta essere rasata e completamente ricoperta di tatuaggi. Alla fine, i creatori hanno deciso di farla apparire come una donna media, la sua modellazione è stata ispirata da Julianne Moore, e quindi rimuovendo le sopracciglia, in modo che l'aspetto "normale" è stato leggermente inclinata. Inizialmente il suo nome avrebbe dovuto essere "Christie", ma fu ritenuto troppo "carino" così il nome finale è dovuto all'attrice Claudia Cardinale.
Il nome di Vincent è dovuto all'attore Vincent Gallo per via del suo sguardo e della barba lunga. I primi modelli erano basati su l'attore Ethan Hawke e con uno sguardo di "disordine e malumore."

### Colonna sonora
La colonna sonora originale di Silent Hill 3, composta da Akira Yamaoka, è stata pubblicata in Giappone il 16 luglio 2003 e in Nord America il 6 agosto 2004. La canzone You Are Not Here, usata nella sequenza introduttiva del gioco, è stata inclusa in Dance Dance Revolution Extreme. È anche inclusa nell'UMD media Pack Silent Hill Experience ed è utilizzata anche durante i titoli di coda del film Silent Hill uscito nel 2006. La colonna sonora del gioco è la prima ad utilizzare brani cantati. La maggior parte delle tracce vocalizzate sono eseguite da Mary Elizabeth McGlynn (accreditata come Melissa Williamson). La canzone finale del gioco chiamata Hometown è doppiata da Joe Romersa. Sono state pubblicate 3 edizioni:
Silent Hill 3 Original Soundtracks
1. Lost carol
2. You're Not Here
3. Float Up from Dream
4. End of Small Sanctuary
5. Breeze - in Monochrome Night
6. Sickness unto Foolish Death
7. Clockwork Little Happiness
8. Please Love Me... Once More
9. A Stray Child
10. Innocent Moon
11. Maternal Heart
12. Letter - From the Lost Days
13. Dance with Night Wind
14. Never Forgive Me, Never Forget Me
15. Prayer
16. Walk on Vanity Ruins
17. I Want Love
18. Heads no. 2
19. Memory of the Waters
20. Rain of Brass Petals
21. Flower Crown of Poppy
22. Sun
23. Uneternal Sleep
24. Hometown
25. I Want Love (Studio Mix)
26. Life

Silent Hill 3 Original Soundtrack Limited Edition
1. You're Not Here
2. Breeze - in Monochrome Night
3. Dance with Night Wind
4. Letter - From the Lost Days

Silent Hill 3 Special Mini Sound Track
1. You're Not Here
2. Heads No. 1 (Unreleased)
3. Bleeze ~ In Monochrome Night
4. Letter ~ From the Lost Days
5. Life (Unreleased)

La colonna sonora del gioco è la prima a contenere canzoni vere e proprie (escludendo la traccia Esperandote, presente nel primo Silent Hill). Contiene inoltre tracce in cui la cantante recita frasi tratte dal gioco.

## Accoglienza
| Aggregatori di recensioni | Media                    |
| ------------------------- | ------------------------ |
| GameZone                  | 8.5/10 (PS2) 8.0/10 (PC) |
| GameSpot                  | 8.4/10 (PS2) 7.6/10 (PC) |
| GameSpy                   | 8.7/10 (PS2) 6.8/10 (PC) |
| GameRankings              | 83,79% (PS2) 70,42% (PC) |
| Metacritic                | 85/100 (PS2) 72/100 (PC) |

Silent Hill 3 ha ricevuto recensioni positive, ottenendo un rating di 83,79% per la versione PlayStation 2, e un rating di 70,42% per la versione PC. La sua valutazione di Metacritic per la versione PlayStation 2 è di 85/100, mentre la versione per PC ha un punteggio di 72/100. La versione per PC non ha avuto molto successo, alcuni recensori hanno evidenziato alcuni questioni tecniche, come un pessimo supporto al gamepad.
Le critiche positive sono state date alle atmosfere cupe e tetre che caratterizzano il gioco, definite come "sezioni veramente orribili", che "racchiudono alcuni scandali veri e propri" e che "la sensazione di stranezza e castigo è quasi schiacciante ". Altre critiche positive sono state date alla trama, Silent Hill 3 è stato definito un sequel " soddisfacente e coerente ", anche se la sua trama " potrebbe essere un po' 'difficile da seguire per le persone che non hanno giocato il primo Silent Hill ".
La critica negativa è stata data in gran parte alla mancanza di innovazioni nel gameplay, il gioco "non ha nulla di nuovo rispetto ai capitoli precedenti","fa ben poco in termini di innovazione" e " non offre molto rispetto agli altri capitoli ". è stata anche criticata la visuale del gioco e i sistemi di controllo che, pur essendo migliorati dai giochi precedenti, sono stati descritti come " strani, disorientanti, e nauseanti ". Alcune critiche riguardavano la durata del gioco, in quanto " può essere facilmente battuto in un paio di ore. "
Silent Hill 3 ha venduto oltre 300 000 copie da novembre 2003. Il gioco inoltre è stato in cima alle classifiche di vendita del Giappone alla sua uscita.
La rivista Play Generation trovò la scena dello specchio come la seconda scena più terrificante dei videogiochi usciti su PlayStation 2.

## Curiosità
- Oltre ai mostri citati, sarebbe dovuto apparirne un altro: la Fukuro Lady. La sua figura era, tuttavia, troppo disturbante e si scelse di censurarla. Tuttavia, appare in alcuni fotogrammi, spesso nei medesimi luoghi in cui appare Valtiel, dal quale viene torturata durante il primo passaggio di realtà.
- Se si esamina il primo cadavere che trovate nel centro commerciale ad inizio gioco, quello dove trovate la pistola e parte la sequenza animata dopo essere sfuggiti a Douglas, noterete che è molto somigliante ad Angela Orosco di Silent Hill 2.
- Come in molti giochi della serie di Silent Hill vengono rappresentati e citati artisti contemporanei, scrittori, e registi. In questo caso si trova un riferimento ad un racconto di Edgar Allan Poe The Black Cat, dove Heather nel gioco, rompendo un muro per recuperare un oggetto segreto (silenziatore per pistole), trova un corpo precedentemente murato, esattamente come nell'omonimo racconto di E.A.Poe.